# Anthony Soter Fernandez
Anthony Soter Fernandez (Sungai Petani, 22. travnja 1932. – Kuala Lumpur, 28. listopada 2020.) bio je malezijski prelat Katoličke Crkve i prvi malezijski kardinal. Bio je nadbiskup Kuala Lumpura od 1983. do 2003. godine.
Fernandeza je papa Franjo imenovao kardinalom na konzistoriju 19. studenog 2016. i bio je prvi Malezijac koji je postao kardinal.
Fernandez je umro 28. listopada 2020. u domu Malih sestara siromašnih sv. Franje Ksaverskog u Cherasu. Nekoliko je godina bolovao od raka jezika. Pokopan je u lađi katedrale sv. Ivana u Kuala Lumpuru.